# アンブロシアーノ銀行
アンブロシアーノ銀行 (Banco Ambrosiano) は、イタリアに存在した銀行。現在、事業再編を経てインテーザ・サンパオロの一部である。

## 概要

### 「バチカンの主力行」
1896年にミラノで設立された。その後バンカ・ナツィオナーレ・デル・ラヴォーロ (BNL) の子会社となり、カトリック教徒の使徒座バチカンの資金調達と管理を行う宗教事業協会（Istituto per le Opere di Religioni/ IOR、「バチカン銀行」とも呼ばれる）の資金調達と資産運用を行う主力行となった。

### ヨハネ・パウロ1世「暗殺」

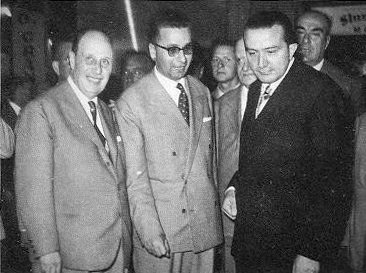
リーチオ・ジェッリ（中央）とジュリオ・アンドレオッティ首相（左）

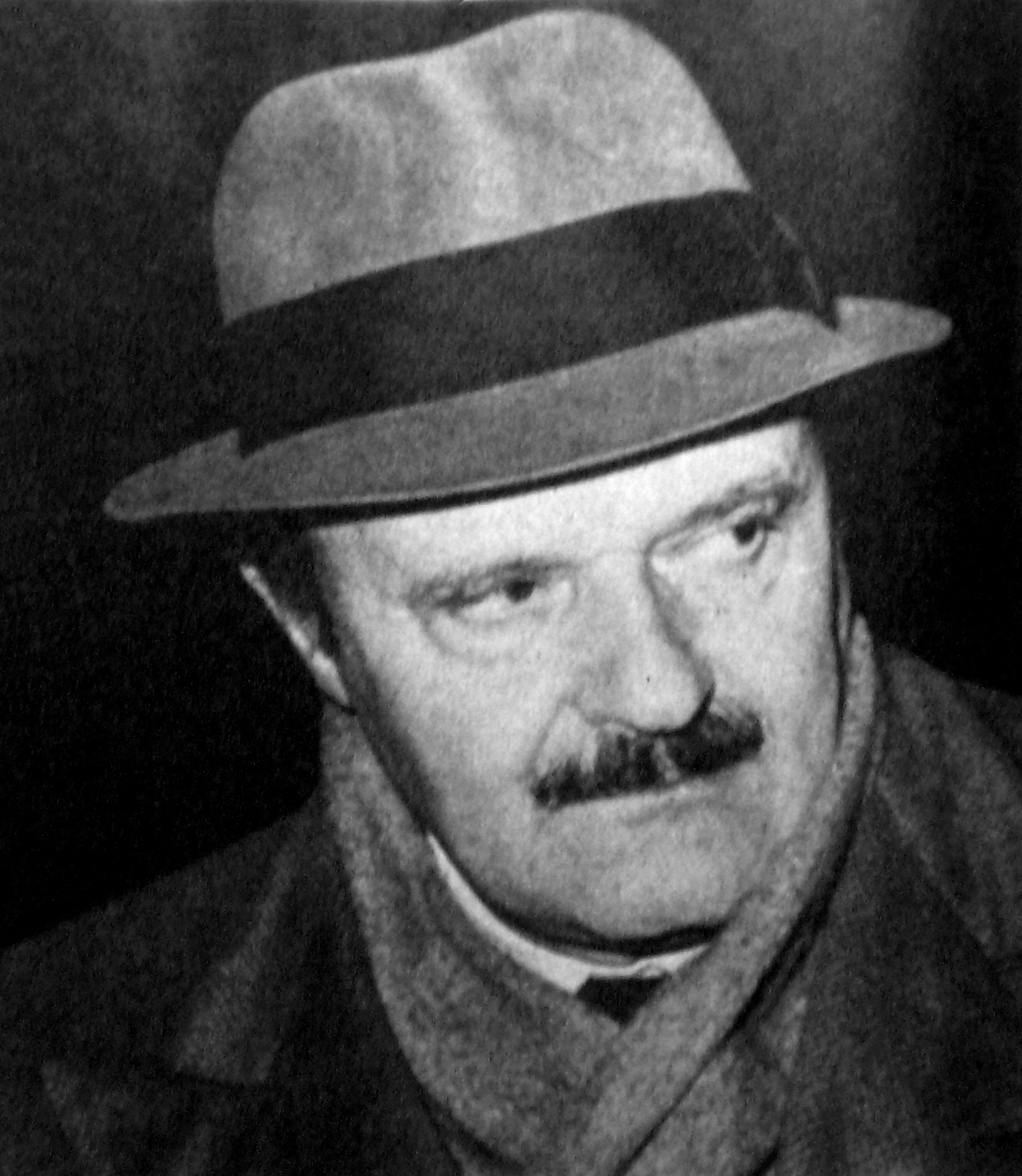
ロベルト・カルヴィ頭取

1975年に頭取に就任したロベルト・カルヴィと、サルヴァトーレ・リイナやヴィト・ジェノヴェーゼなどのイタリア、アメリカの両国のマフィアとの関係が深く、自らもマフィア関係者と目されていた、ミラノのプライベートバンクの頭取であるミケーレ・シンドーナ、そしてバチカン銀行総裁でアメリカのシカゴ出身のポール・マルチンクス大司教らが、アンブロシアーノ銀行からバチカン銀行を通じてマフィア絡みのマネーロンダリングや不正融資を行っていたことから、1978年8月に教皇に就任したヨハネ・パウロ1世は、バチカン銀行の改革を表明していた。
しかし、ヨハネ・パウロ1世が就任後わずか33日で逝去したため、バチカン銀行の改革と自らの追放を恐れたマルチンクス大司教が、ヨハネ・パウロ1世を「暗殺」したのではないかと噂された。
なお、マルチンクス大司教はアメリカ在住時から、フリーメイソンの「ロッジP2（Propaganda Due）」の会長で、イタリアの極右政党やCIA、さらにアルゼンチンのファン・ペロン大統領などとの関係が深かったリーチオ・ジェッリ会長や、同ロッジのメンバーでもあったシンドーナやカルヴィ頭取、そしてマフィア関係者との不明朗な関係が噂されていた。

### 破綻とカルヴィ頭取暗殺
実際に、ヨハネ・パウロ1世の死後もバチカン銀行と同行の関係は変わらず続き、その結果同行は1982年に、10-15億アメリカドルに上ると言われる使途不明金を抱え破綻した。しかも、カルヴィ頭取が、破綻直後に逃亡先のイギリスのロンドンで暗殺されたため、イタリアの政財界を巻き込む大スキャンダルとなった。
なお、この事件に先立つ1979年には、バチカン銀行とアンブロシアーノ銀行の関係と、その投資内容を調査していたイタリア警察の金融犯罪担当調査官のジョルジョ・アンブロゾーリが自宅前で銃撃され暗殺されている他、カルヴィが殺された同月の1982年6月には、アンブロシアーノ銀行の歴代頭取の秘書を勤めていたグラツィエラ・コロケルも投身自殺したとされる。
また、その後の1986年3月21日には、アンブロゾーリ調査官の暗殺をマフィアに依頼したとして逮捕、投獄されていたシンドーナがイタリアの刑務所内で服毒自殺したが、他殺が疑われているなど、両行にまつわる不可解な暗殺事件が多発した。なお、カルヴィ暗殺事件は、「ロッジP2」のリーチオ・ジェッリ代表やマフィアの関与によるものとみられているが、事件後四半世紀経った現在も解決に至っていない。

### その後
なお、1982年の同行破綻後に「新アンブロシアーノ銀行」が設立されたものの、その後のバチカン銀行の資金調達と資産運用は、ロスチャイルド銀行とハンブローズ銀行などの他行に移された。翌年5月5日付でセデルのジェラール・ソワソンが残した資料によると、アンブロシアーノ銀行はセデルに匿名口座の開設を要求している。イタリア銀行がジョヴァンニ・バゾリ（Giovanni Bazoli）に白羽の矢を立て、アンブロシアーノを再建、1989年にBanca Cattolica del Venetoと合併させ、アンブロジャーノ・ヴェネト銀行（Banco Ambrosiano Veneto）に統合した。
1998年にアンブロジャーノ・ヴェネト銀行はCARIPLO（Cassa di Risparmio delle Provincie Lombarde）と合併、インテーザ銀行となった。2004年、同行はカナダ部門をHSBCに売却する一方、トルコのギャランティ銀行（Garanti Bank）を傘下に収めた。2007年に動産信用金庫（IMI）の一部と合併、インテーザ・サンパオロとなった。
2009年11月と2010年9月の2度に渡り、バチカン銀行とエットーレ・ゴッティ・テデスキ総裁が主要取引行の1つのクレーディト・アルティジャーノ銀行を介したマネーロンダリングを行ったとの報告を受けたイタリアの司法当局が捜査を行い、捜査の過程で2300万ユーロの資産が押収されている。